# Орсель
Орсель (фр. Aurseulles) — муніципалітет у Франції, у регіоні Нижня Нормандія, департамент Кальвадос. Орсель утворено 1-1-2017 шляхом злиття муніципалітетів Анктовіль, Фегероль-сюр-Сель, Орбуа, Серманто, Лонре, Сен-Жермен-д'Екто i Тортваль-Кене. Адміністративним центром муніципалітету є Анктовіль. Населення — 1903 особи (01.01.2021).